# Tapinauchenius purpureus
Tapinauchenius purpureus är en spindelart som beskrevs av Schmidt 1995. Tapinauchenius purpureus ingår i släktet Tapinauchenius och familjen fågelspindlar.
Artens utbredningsområde är Franska Guyana. Inga underarter finns listade i Catalogue of Life.